# Le Robot qui me ressemblait
Le Robot qui me ressemblait (titre original : The Robot Who Looked Like Me) est un recueil de nouvelles de science-fiction écrites par Robert Sheckley et publiées entre 1968 et 1978.

## Publications
Le recueil a été publié en 1978 aux États-Unis. Son titre provient du titre homonyme d'une nouvelle (The Robot Who Looked Like Me) qui avait été publiée en 1973.
Le recueil est paru en France :
- chez Robert Laffont en 1980 ;
- aux éditions J'ai lu  (ISBN 2-277-22193-7) en 1985, réédité en 1987 et 1993, avec une traduction de Maud Perrin (sauf la nouvelle Je vois un homme dans un fauteuil…) et une illustration de Tiziano Cremonini.

Par rapport au recueil original, l'édition française ne comprend pas la nouvelle Bienvenue dans le cauchemar classique (Welcome to the Standard Nightmare), déjà publiée la même année dans le recueil Douces Illusions, mais elle comprend en revanche la nouvelle Les Derniers Jours de la Terre (The Last Days of Earth) qui ne figure pas dans le recueil américain.

## Liste des nouvelles

### Le Robot qui me ressemblait
- Titre en anglais : The Robot Who Looked Like Me
- Publication : Cosmopolitan, 1973
- Place dans le recueil J'ai lu : p. 5 à 16
- Traduction : Maud Perrin
- Résumé : Le narrateur s'appelle Charles ; il souhaite se marier. Mais il apprend de la part d'un entremetteur dont c'est le métier qu'il doit « faire la cour » à la jeune femme, Elaine, qu'il envisage d'épouser. Comme il n'a pas de temps à perdre pour ces balivernes, il se fait confectionner un robot qui lui ressemble parfaitement, et qu'il envoie à sa place pour séduire la belle. L'androïde, nommé Charles II, s'acquitte parfaitement de sa tâche : il le représente à plusieurs reprises en déjeuners ou aux dîners. Deux mois après, le narrateur décide de faire sa demande en mariage. Il découvre avec stupéfaction que la jeune femme avait fait comme lui : elle avait fait construire une androïde, nommée Elaine II, chargée de la représenter. Les deux humains ont donc envoyé deux robots à leurs places ! Et ces robots sont tombés amoureux l'un de l’autre et ont pris la fuite ! Charles et Elaine se sont mariés, et sont parfaitement heureux.

### Esclaves du temps
- Titre en anglais : Slaves of Time
- Publication : Nova, 1974
- Place dans le recueil J'ai lu : p. 17 à 53
- Traduction : Maud Perrin
- Résumé :

### Des voix
- Titre en anglais : Voices
- Publication : Playboy, octobre 1973
- Place dans le recueil éd. J'ai lu : p. 55 à 60
- Traduction : Maud Perrin
- Résumé : Un homme, qui a l'habitude d'écouter sa « petite voix intérieure », ne l'entend plus. Bizarre ! Et au surplus, il entend les « petites voix » d'autres personnes, parfois situées loin de chez lui.Encore plus bizarre !  Il ne sait plus quoi faire et se sent déstabilisé, jusqu'au jour où sa « petite voix » revient et où tout redevient comme avant.

### Le Mendiant de l'espace
- Titre en anglais : A Supplicant in Space / A Suppliant in Space
- Publication : Galaxy, novembre 1973
- Place dans le recueil J'ai lu : p. 61 à 92
- Traduction : Maud Perrin
- Résumé :

### Projections privées
- Titre en anglais : Sneak Previews
- Publication : Penthouse, août 1977
- Place dans le recueil J'ai lu : p. 93 à 104
- Traduction : Maud Perrin
- Résumé : Dans cette société dystopique, les citoyens sont dans l'obligation de se marier. Un jour, Peter Honorious apprend qu'il n'a que quelques semaines pour trouver une épouse, faute de quoi il sera incarcéré sur la Lune. Il fait appel à une agence non gouvernementale secrète (le Service Clandestin d'Informatique), qui aide les gens dans sa situation. Concrètement, muni de fiches indiquant les caractéristiques de certaines femmes sélectionnées qui ont émis le vœu de sa marier, un ordinateur est capable de prévoir comment vont se dérouler les cinq prochaines années de vie de couple si le mariage a lieu. Peter est mis en contact avec la secrétaire, Miss Grebs, qui lui demande avec quelles femmes il désire faire les tests, étant précisé qu'il ne peut faire qu'un essai par jour. Peter fait un essai avec la fiche 1734 : le mariage sera un échec. La fois d'après, il essaie la femme 3543 : échec encore. La fois d'après, puis la fois suivante, puis la fois d'après : encore des échecs. Il commence à se désespérer, lorsque la machine réagit positivement à la fiche 6903. Le chef de l'agence et Peter regardent la fiche : il s'agit de celle de Miss Grebs ! Peter apprend alors que Miss Grebs est tombée amoureuse de lui dès qu'il est entré dans l'agence, et qu'elle a trafiqué les fiches ainsi que les résultats afin que Peter n'ait plus, pour choix, qu'elle même. Peter est furieux des agissements de Miss Grebs et s'apprête à quitter l'agence, lorsque par un phénomène inexplicable, il ressent quelque chose pour la jeune femme, et tombe amoureux d'elle.

### Zirn abandonné sans défense
- Titre en anglais : Zirn Left Unguarded, the Jenghik Palace in Flames, Jon Westerley Dead
- Publication : Nova, 1972
- Place dans le recueil éd. J'ai lu : p. 105 à 111
- Traduction : Maud Perrin
- Résumé : Le récit relate une guerre dans le style du space fantasy et la situation de la planète Terre est délicate. Risque-t-elle d'être ensevelie par les hordes barbares ? Pendant ce temps, les Humains s'interrogent : pourquoi tout se détraque ? En fin de compte, les guerriers Megenth submergent les forces loyalistes, Zirn est perdue, la Terre est perdue. C'est aussi ce qui se passe dans notre réalité.

### Le Western éternel
- Titre en anglais : The Never-Ending Western Movie
- Publication : Science Fiction Discoveries, 1976
- Place dans le recueil J'ai lu : p. 113 à 135
- Traduction : Maud Perrin
- Résumé : Dans ce pays, les acteurs de cinéma vivent réellement les aventures qui sont présentées au public. Ainsi le héros, qui s'appelle Washburn, est une star de cinéma qui joue le rôle d'un cowboy depuis une vingtaine d'années : il joue dans un Film dans lequel il tient le rôle du Cowboy solitaire. À la fin de la nouvelle, il décède vraiment en combat singulier contre un autre Acteur.

### Qu'est-ce que la vie?
- Titre en anglais : What Is Life ?
- Publication : Playboy, décembre 1976
- Place dans le recueil J'ai lu : p. 137 à 141
- Remarque : ne pas confondre avec Qu'est-ce que la vie ?, essai de vulgarisation scientifique du physicien Erwin Schrödinger, paru en 1948
- Traduction : Maud Perrin
- Résumé : Un voyageur qui fait une randonnée dans les montagnes népalaises entend soudain une voix puissante et tonnante, venue des nuées, lui demander : Qu'est-ce que la vie ? Craignant que sa propre vie soit en jeu et que le courroux d'un dieu inconnu ou d'une espèce extraterrestre ultrapuissante ne se manifeste, il demande à pouvoir réfléchir. Après une longue réflexion dont le lecteur parcourt tous les cheminements et les méandres, le randonneur répond : « La vie est une explosion ». La Voix lui dit que ce n'est pas ça, et qu'elle a trouvé : la vie est un brasier. En effet, le mot explosion comporte neuf lettres, ce qui ne convient pas pour le jeu de mots croisés qu'elle est en train de remplir, tandis que le mot brasier, avec ses sept lettres, paraît adéquat. Depuis ce jour-là et cette expérience inattendue, le randonneur n'a plus jamais remis les pieds au Népal et n'a plus jamais fait de randonnée en montagne…

### Que font donc les gens quand ils se croient seuls?
- Titre en anglais : Is That What People Do ?
- Publication : Anticipations, 1978
- Place dans le recueil J'ai lu : p. 181 à 190
- Traduction : Maud Perrin
- Résumé :

### Les Souhaits de Silversmith
- Titre en anglais : Silversmith Wishes
- Publication : Playboy, mai 1977
- Place dans le recueil J'ai lu : p. 191 à 202
- Traduction : Maud Perrin
- Résumé :

### Terminusville
- Titre en anglais : End City
- Publication : Galaxy, mai 1974
- Place dans le recueil éd. J'ai lu : p. 203 à 207
- Traduction : Maud Perrin
- Résumé : Analogie de la vie de tout un chacun avec celle qu'aurait un milliardaire dont le vaisseau spatial devrait s'arrêter, alors que ce n'était pas prévu, sur Terminusville, l'endroit désert, noir, lugubre, sinistre, où il n'y a rien à faire et où l'on s'ennuie. La vie quotidienne, quoi !

### Les Derniers Jours de la Terre
- Titre en anglais : The Last Days of Earth
- Publication :
- Place dans le recueil éd. J'ai lu : p. 209 à 215
- Traduction : Maud Perrin
- Résumé : La fin de la Terre est très proche. Que faire ? Agir comme si on devait mourir dans une heure, ou comme si l'on devait mourir dans 1 000 ans ? Finalement, chacun agit comme il le peut ou comme il le souhaite, et la fin de la Terre survient, effectivement.